# 亨利·克里斯托夫
亨利·克里斯托夫（法語：Henri Christophe，法語發音：[ɑ̃ʁi kʁistɔf]；1767年10月6日—1820年10月8日），海地革命將領，海地國終身總統，海地王國國王。
克里斯托夫生於英屬格林納達一個自由黑人家庭。12歲時逃往法屬海地，加入法國組織的自由黑人和穆拉托人軍隊，參加北美獨立戰爭。1802年升到将军军衔。
1806年海地皇帝雅克一世被暗殺後，克里斯托夫當選總統，實行鐵腕統治。穆拉托人起義軍領袖亚历山大·佩蒂翁反對克里斯托夫專權，海地分裂為南北對峙的兩個政權。
1807年克里斯托夫在海地北部以海地角為首府，建立“海地國”。1811年宣布海地國為“王國”，自稱亨利一世。1820年10月，國內反叛四起，克里斯托夫被迫自殺。10天以後，他的兒子和繼承人也被暗殺。
海地前總統让-克洛德·杜瓦利埃的前妻米歇爾·班奈特是他的玄孫女。